# 托雷昂普莱讷
托雷昂普莱讷（法語：Thorey-en-Plaine，法語發音：[tɔʁɛ ɑ̃ plɛn]）是法国科多尔省的一个市镇，位于该省东南部，属于第戎区。

## 地理
托雷昂普莱讷（47°12'56"N, 5°7'59"E）面积5.82 平方千米，位于法国勃艮第-弗朗什-孔泰大區科多尔省，该省份为法国中东部省份，北起奥布省，西接涅夫勒省和约讷省，南至索恩-卢瓦尔省，东南接汝拉省，东临上索恩省，东北部与上马恩省接壤。
与托雷昂普莱讷接壤的市镇（或旧市镇、城区）包括：鲁夫尔昂普莱讷、隆日库尔昂普莱讷、布勒特尼耶尔、马尔利安、索隆拉沙佩勒。

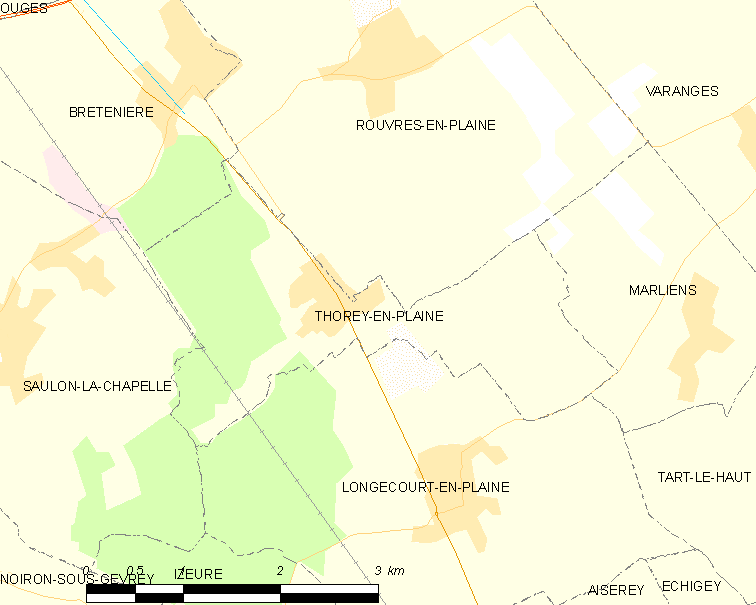
托雷昂普莱讷的OSM定位图

托雷昂普莱讷的时区为UTC+01:00、UTC+02:00（夏令时）。

## 行政
托雷昂普莱讷的邮政编码为21110，INSEE市镇编码为21632。

## 政治
托雷昂普莱讷所属的省级选区为让利斯县。

## 人口

1962-2008年间托雷昂普莱讷人口变化图示

托雷昂普莱讷于2022年1月1日时的人口数量为1134人。